# Pavoclinus
Pavoclinus is een geslacht van straalvinnige vissen uit de familie van beschubde slijmvissen (Clinidae). Het geslacht is voor het eerst wetenschappelijk beschreven in 1946 door Smith.

## Soorten
- Pavoclinus caeruleopunctatus Zsilavecz, 2001
- Pavoclinus graminis (Gilchrist & Thompson, 1908)
- Pavoclinus laurentii (Gilchrist & Thompson, 1908)
- Pavoclinus litorafontis Penrith, 1965
- Pavoclinus mentalis (Gilchrist & Thompson, 1908)
- Pavoclinus myae Christensen, 1978
- Pavoclinus pavo (Gilchrist & Thompson, 1908)
- Pavoclinus profundus Smith, 1961
- Pavoclinus smalei Heemstra & Wright, 1986